# 窑墩
窑墩位于中国浙江省嘉兴市嘉善县干窑镇治本村，南侧临河，为旧时烧制砖瓦的窑址，可将土坯装入窑中烧制成形。此窑又称沈家窑，始建年代不详，清道光二十二年（1842）即已烧制青浦城墙砖，现状仍在使用，并展现了清末烧制砖瓦的技术与工艺。窑墩占地面积500平方米，由两个砖砌圆形窑连体而建，东西各设有一个火门并连以窑屋三间，这一形式又称和合窑或双子窑，窑体采用双圆筒体结构，顶部建有两只烟囱，中部设有砖砌阶梯通往窑顶，以供挑水之用。